# Проспект Свободи (станція метро)
«Проспе́кт Свобо́ди» — станція Центрально-Заводської лінії Дніпровського метрополітену між станціями «Заводська» та «Покровська».
Відкрита 29 грудня 1995 в складі пускової ділянки «Покровська» — «Вокзальна» метрополітену в Дніпрі.
Станція має 4 виходи на поверхню. Усі виходи на поверхню розташовані на Новокодацькій площі — місці, де перетинаються проспект Свободи та вулиця Панаса Мирного, за 15 метрів від прохідної ДЕВЗ. Назва станції походить через її розташування, на західній (кінцевій) частині проспекту Свободи.
Тип станції — односклепінна глибокого закладення. Довжина посадкових платформ — 102 м.
Режим роботи — 05:35—23:00.
Мобільне покриття відсутнє. Станція без колійного розвитку.

## Фотогалерея

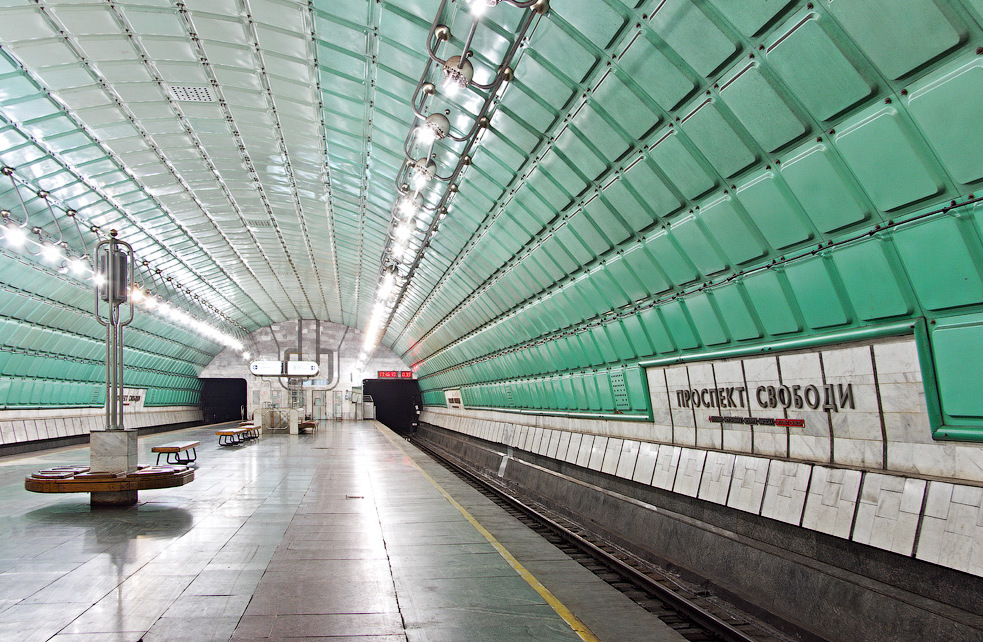
Платформа
Вхід до ескалаторів
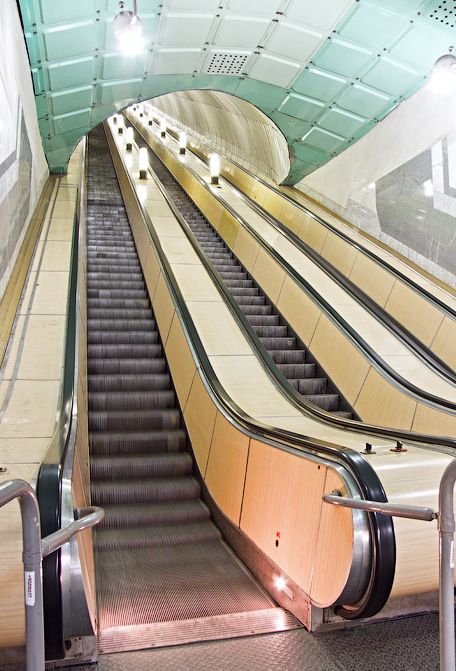
Ескалаторний тунель
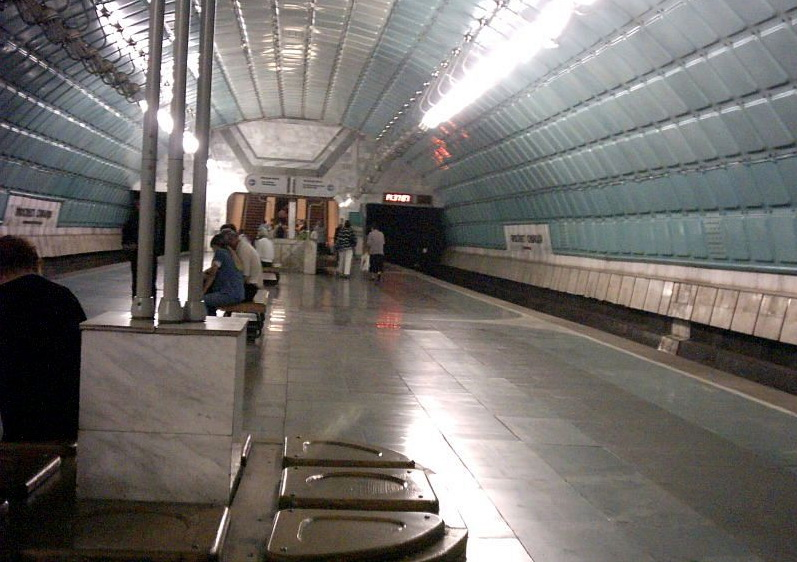
Сидіння